# Acytolepis samanga
Acytolepis samanga är en fjärilsart som beskrevs av Hans Fruhstorfer 1910. Acytolepis samanga ingår i släktet Acytolepis och familjen juvelvingar. Inga underarter finns listade i Catalogue of Life.